# Aurore Gagnon
Aurore Gagnon (französische Aussprache: [ɔˈʁɔʁ ɡɑˈɲɔ̃]) (* 31. Mai 1909 in Sainte-Philomène-de-Fortierville, Québec; † 12. Februar 1920 ebenda) war ein kanadisches Mädchen und Opfer von Kindesmisshandlung. Sie starb an über 50 Wunden, die ihr durch ihre Stiefmutter Marie-Anne Houde und ihren Vater Télesphore Gagnon zugefügt worden waren, an Erschöpfung und Blutvergiftung. Die Geschichte der enfant martyre (deutsch „Märtyrerkind“ oder „kleine Märtyrerin“) erregte große Aufmerksamkeit in den Medien und machte aus Aurore Gagnon eine Ikone der Soziologie und der Popkultur Québecs.

## Geschichte
Aurore Gagnon (getauft als Marie-Aurore-Lucienne Gagnon) wurde in eine römisch-katholische Familie geboren. Sie war das zweite Kind Télesphore Gagnons und dessen erster Frau Marie-Anne Caron, die er im September 1906 geheiratet hatte. Télesphore Gagnon war ein wohlhabender Bauer aus dem kleinen Dorf Sainte-Philomène-de-Fortierville, das an der südlichen Küste des Sankt-Lorenz-Stroms lag, ungefähr 100 Kilometer südwestlich von Québec. Das erste Kind der Gagnons, Marie-Jeanne, wurde am 1. August 1907 geboren, danach Aurore (1909), Georges-Étienne (1913) und Joseph (1915).
Kurz nach der Geburt Josephs wurde Marie-Anne Caron wegen Tuberkulose ins Hôtel-Dieu de Québec eingeliefert. Marie-Anne Houde, Witwe eines Cousins von Télesphore Gagnon, zog bald bei den Gagnons ein, damit sie sich um das Haus und die Kinder kümmern konnte. Die ungefähr 30-jährige Frau hatte schon zwei Söhne, Gérard und Georges-Henri. Sie kam aus Sainte-Sophie-de-Lévrard, einer Nachbargemeinde Fortiervilles. Nach ihrer Ankunft kamen viele seltsame Ereignisse bei den Gagnons vor.
Im November 1917 wurde der zweijährige Joseph in seinem Bett tot aufgefunden. Gemäß einer Leichenschau war er eines natürlichen Todes gestorben.
Am 23. Januar 1918 verstarb Marie-Anne Caron an ihrer Krankheit. Da er sich nicht allein um seinen Bauernhof und seine Kinder kümmern konnte, heiratete Télesphore Gagnon eine Woche später Marie-Anne Houde.
Die Kinder wohnten einige Monate lang bei ihren Großeltern in Leclercville, einer Nachbargemeinde, und kehrten erst im Sommer 1919 zu ihrem Vater zurück. Danach begann der sechsmonatige Missbrauch von Aurore. Außer der körperlichen Misshandlung hatte Marie-Anne Houde ihrer Stieftochter die Haare nachlässig geschnitten und auch versucht, ihr etwas Waschmittel zu trinken zu geben (gemäß einigen Augenzeugenberichten). Aurore wurde im Herbst ins Hôtel-Dieu de Québec eingeliefert, weil ihre Stiefmutter ihr den Fuß mit einem rotglühenden Schürhaken verbrannt hatte.
Nach ihrer Rückkehr nach Hause begannen die Misshandlungen erneut. Am 12. Februar 1920 starb Aurore unter ungeklärten Umständen; man meldete den Todesfall bei der Polizei.
Aurore Gagnon wurde durch den Arzt Albert Marois obduziert. Dieser bemerkte 54 Verletzungen auf dem ganzen Körper des Mädchens. Diese Verletzungen waren die Ergebnisse mehrerer Schläge, jedoch war keine dieser Wunden an sich tödlich. Die schwerste Verletzung befand sich am Schädel. Die Kopfhaut war mit Blut und Eiter bedeckt. Der linke Oberschenkel war geschwollen. Auf den Fingern und den Handgelenken war die Haut bis zu den Knochen abgerissen.
Aurore Gagnons Beerdigung fand am 14. Februar statt. Nach der Beerdigung wurden Marie-Anne Houde und Télesphore Gagnon verhaftet.
Marie-Anne Houde wurde zunächst wegen Mordes zum Tod verurteilt, später wurde das Strafmaß auf lebenslange Haft herabgesetzt. Nachdem Houde 15 Jahre abgesessen hatte, wurde sie aus gesundheitlichen Gründen auf Ehrenwort entlassen. Am 13. Mai 1936 starb sie an Brust- und Hirnkrebs.
Télesphore Gagnon wurde des Totschlags überführt und zu lebenslanger Haft verurteilt. Nach fünf Jahren Haft wurde er wegen guter Führung entlassen. Er kehrte in seine Heimatstadt zurück, wo er seiner noch inhaftierten Frau mehrere Briefe schrieb. Nach dem Tod Marie-Anne Houdes verheiratete sich Télesphore wieder. Er starb im September 1961.
Aurores ältere Schwester Marie-Jeanne starb 1986 in Shawinigan.

## Kultur und Legende
Die Prozesse hatten Hunderte von Leuten angezogen und man musste bei jedem Prozess viele Menschen zurückweisen. Wegen der ausführlichen Beschreibungen der Prozesse und der Zeugenaussagen wurden zwei Schauspieler, Henri Rollin und Léon PetitJean, inspiriert, ein Theaterstück über das Verbrechen zu schreiben. Das Stück hieß Aurore, l’enfant martyre (Aurore, das Märtyrerkind) und die Premiere fand am 21. Januar 1921 beim Théâtre Alcazar de Montréal statt. Die Premiere war ein riesiger Erfolg. Sechs Schauspielerinnen spielten abwechselnd die Rolle der Stiefmutter: Amanda d’Estrée, Germaine Germain, Nana de Varennes, Rose Rey-Duzil, Henriette Berthier und Lucie Mitchell. Thérèse McKinnon spielte die Rolle der Aurore.
Im Jahr 1950 begannen die Dreharbeiten zu einem Film über Aurore Gagnons Leben. Der Regisseur Jean-Yves Bigras basierte das Drehbuch auf einem Roman von Émile Asselin. Die Verfilmung fand im Sommer 1951 statt; Drehort war Sainte-Dorothée, eine kleine Gemeinde in der Île Jésus im Norden Montreals. Lucie Mitchell spielte die Rolle der Stiefmutter und Paul Desmarteaux spielte die des Vaters. Thérèse McKinnon, die Aurore Gagnon jahrelang auf der Bühne verkörpert hatte, spielte diesmal deren leibliche Mutter. Yvonne Laflamme spielte Aurore. Der Film sollte im Herbst 1951 veröffentlicht werden; Télesphore Gagnon versuchte vergebens, die Veröffentlichung zu stoppen.
Die Erstausstrahlung des Films La Petite Aurore, l’enfant martyre war am 25. April 1952 im Théâtre Saint-Denis. Der Film wurde später in 8 Sprachen übersetzt.
Im Jahr 2004 war die Premiere eines neuen Films über Aurore Gagnon, Aurore, mit Denise Robert als Produzentin und Luc Dionne als Regisseur. Im September waren ungefähr 10.000 junge Schauspielerinnen zum Vorsprechen für die Rolle der Aurore erschienen und die damals elfjährige Marianne Fortier erhielt die Rolle. Die anderen Hauptdarsteller waren Serge Postigo (Télesphore Gagnon), Hélène Bourgeois-Leclerc (Marie-Anne Houde), Sarah-Jeanne Labrosse (Marie-Jeanne Gagnon), Yves Jacques (Pater Antoine Leduc) und Rémy Girard (Oréus Mailhot). Eine Besonderheit dieses Films ist es, dass er fälschlicherweise dem Pfarrer Ferdinand Massé (im Film Antoine Leduc genannt) unterstellt, er habe Marie-Anne Houde ermutigt, ihre Stieftochter sehr streng zu behandeln. Genau wie der erste Film war dieser auch ein großer Erfolg; am ersten Wochenende waren die Einspielergebnisse 972.582 Kanadische Dollar, ein damaliger Sommerrekord für einen Quebecer Film.
Noch heutzutage wird der Mordfall Aurore Gagnon durch viele Leute für den Wendepunkt der Gerechtigkeit für Kinder in Québec und sogar im ganzen Kanada gehalten.
Am 7. Dezember 2015 wurde Aurore Gagnon durch Fortierville als „historische Figur“ (französisch personnage historique) identifiziert.